# Спортінг Б (Лісабон)
Не варто плутати з Спортінг Б (Хіхон)
 «Спортінг Б» (порт. Sporting Clube de Portugal B) — португальський футбольний клуб з міста Лісабон, фарм-клуб «Спортінга», заснований 2000 року. Після вильоту команди із Сегунди 2018 року команда була розпущена.
Як резервна команда, клуб не може виступати в тому ж підрозділі, що і їх основна команда, і, таким чином, не має права вийти у вищий дивізіон Португалії. Крім того, вони не можуть брати участь у інших національних турнірах, Кубку Португалії та Кубку Лізі. Окрім того у заявці команди має бути принаймні десять гравців, що перебували в академії «Порту» принаймні три сезони у віці від 15 до 21 року.

## Історія
Заснований 2000 року як фарм-клуб столичного «Спортінга» і виступав у третьому за рівнем дивізіон Португалії до 2004 року, коли зайняла 18 місце і вилетіла до нижчого дивізіону, після цього команда була розпущена.
2011 року чемпіонат Португалії серед резервних команд було скасовано і в кінці сезону 2011/12 сім клубів вищого дивізіону Португалії, серед яких і «Спортінг», виявили бажання включити свої резервні команди до Сегунди, другого за рівнем дивізіону країни. В підсумку шість команд, серед яких і «Спортінг Б», отримали місце у Сегунді на сезон 2012/13, в результаті чого кількість команд у дивізіоні була збільшена з 16 до 22.
У сезоні 2017/18 клуб зайняв 18 місце у другому дивізіоні і понизився у класі, після чого команда вдруге була розпущена.